# 托里博西托

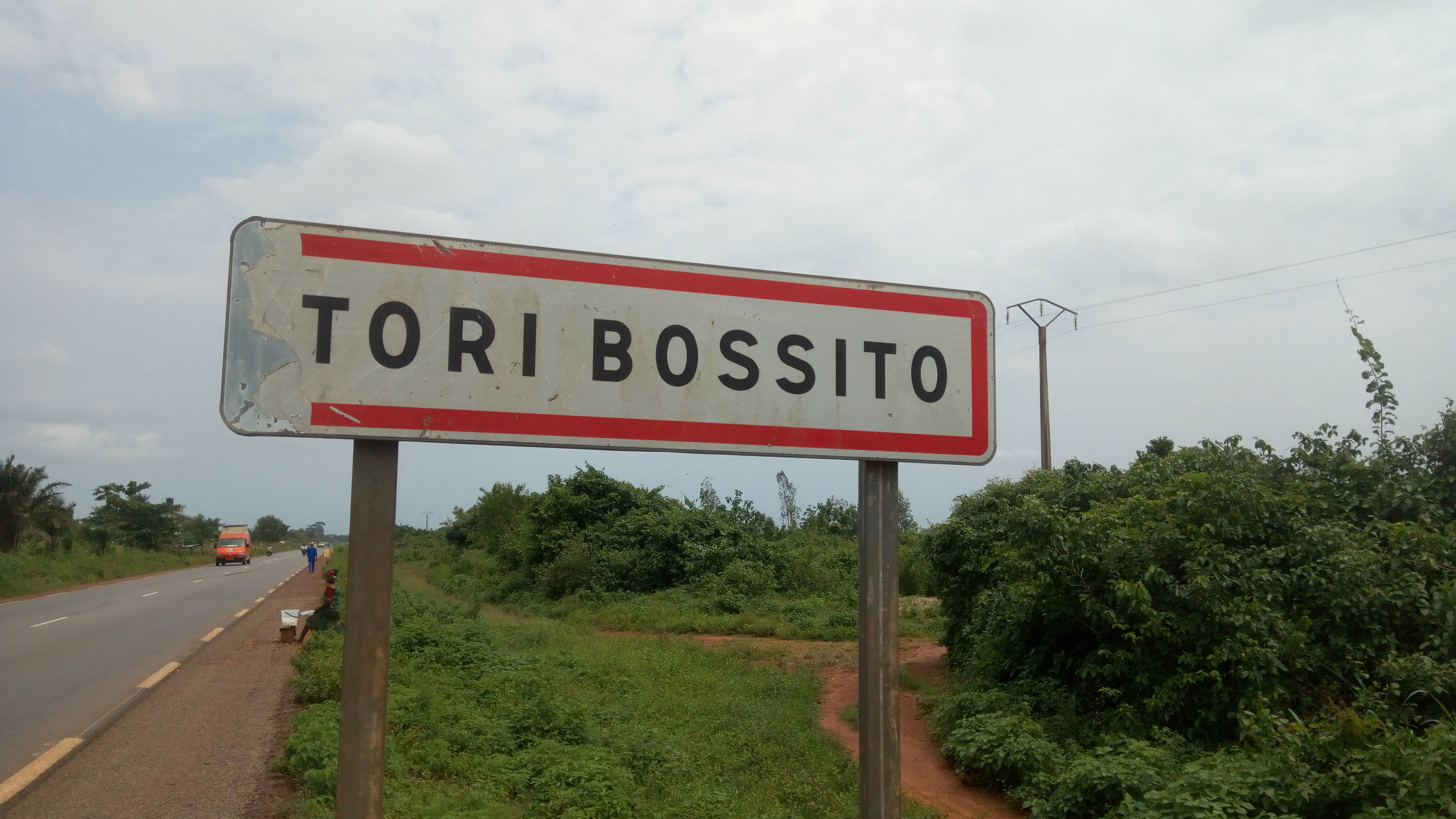
托里博西托的標示牌

6°30′11″N 2°8′42″E / 6.50306°N 2.14500°E
托里博西托（法語：Tori-Bossito）是貝寧的城鎮，位於該國南部，由大西洋省負責管轄，面積263平方公里，海拔高度73米，2013年人口57,632，人口密度每平方公里219人。